# Catálogo del Patrimonio Cultural de Castilla-La Mancha

Escudo de Castilla-La Mancha.

El Catálogo del Patrimonio Cultural de Castilla-La Mancha es el registro público de los bienes culturales más relevantes de la comunidad autónoma de Castilla-La Mancha, en España.

## Descripción
Creado por la Ley 4/2013, de 16 de mayo, de Patrimonio Cultural de Castilla-La Mancha y dependiente del Gobierno castellanomanchego, es el instrumento para la protección y gestión de los bienes incluidos en él; es único y están inscritos los bienes de interés cultural (BIC), los bienes de interés patrimonial (BIP) y los elementos de interés patrimonial (EIP) que han obtenido una declaración individualizada de reconocimiento y protección.
En el Catálogo se consignan todas las actuaciones que afectan a la identificación y localización de los bienes inscritos y los actos que afectan al contenido de la declaración. Asimismo, da fe de los datos en él consignados.
El acceso al Catálogo es público, salvo para aquellas informaciones que deben ser protegidas por razones de seguridad de los bienes o de sus titulares o por el respeto a la intimidad de las personas, entre otras excepciones.
Todos los bienes inscritos en el Catálogo lo son asimismo en el Inventario del Patrimonio Cultural de Castilla-La Mancha.